# Деливрон, Франц Иванович
Франц Иванович Деливрон (де-Ливрон), барон Сильвестр (16 июля 1765, Кадис — 15 марта 1841, Санкт-Петербург) — русский моряк, участник русско-шведской войны.

## Биография
По происхождению швейцарец, сын генерального консула Швейцарии в Испании.
По достижении совершеннолетия он, как протестант, был, по распоряжению патеров инквизиции, выслан из Испании и поступил в австрийский флот, где в звании мичмана сделал кампанию в Ост-Индию, а в 1788 г., по приглашению адмирала графа Чернышёва, был принят на русскую службу во флот с чином лейтенанта. Во время войны России со Швецией в 1789—1790 гг. Деливрон участвовал в морских сражениях со шведами между Готландом и Эландом, потом при отражении нападения шведского флота на Ревельском рейде и наконец в Выборгской губе и Финляндских шхерах.
В 1805 году он в чине капитан-лейтенанта был назначен командиром 1-й роты в Морской кадетский корпус и командовал фрегатом «Малый» во время учебных плаваний, а в 1818—1826 годах исправлял должность инспектора классов по иностранной словесности. 26 ноября 1816 г. был награждён орденом св. Георгия 4-й степени (№ 3084 по списку Григоровича — Степанова). В 1823 году награждён орденом Св. Владимира 4-й степени. В 1827 году де Ливрон был назначен командиром 2-й бригады ластовых экипажей Балтийского флота и 29 сентября 1829 года произведён в генерал-майоры.
Имел четырёх сыновей. Его сын Карл Францевич Деливрон — генерал-майор флота, офицер-воспитатель Морского кадетского корпуса. Андрей Францевич Деливрон — капитан I ранга, участник кругосветного плавания и русско-турецкой войны 1828—1829 гг. Ветви рода Деливронов живут в Германии, Франции, а также России в Москве, Красноярске и Пензе.